# Ivan Makarov

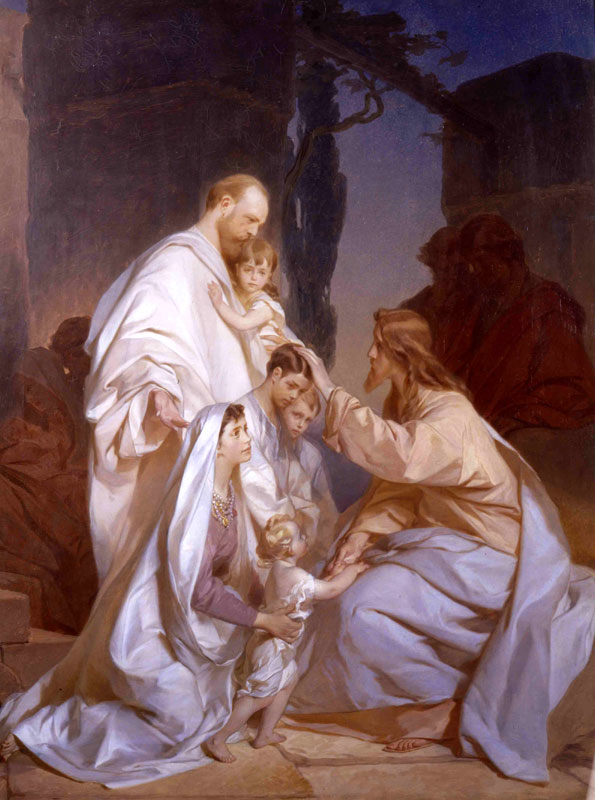
A família de Alexandre III perante Jesus Cristo, por Makarov.

Ivan Kuzmich Makarov (em russo: Ива́н Кузьми́ч Мака́ров) (23 de março de 1822 — 9 de abril de 1897) foi um pintor de retratos russo.
Makarov é filho do artista Kuzma Aleksandrovich Makarov, que foi o criador da Escola de Arte de Saransk. Teve seu primeiro contato com a arte através de seu pai. Ajudava-o a realizar pinturas de igrejas e decorações festivas.
Estudou na escola artística iconográfica AV Stupina, na cidade de Arzamas - lugar onde seu pai trabalhava como assistente. Logo depois, começou a fazer seu trabalho independente com pinturas e criação de igrejas.
Mudou-se para São Petersburg e foi premiado pela Academia, em relação ao seu sucesso nas pinturas para uma época de experimentação dentro da Academia. O artista, neste período, ganhou duas medalhas de prata por um retrato, intitulado como "Girls on a walk in Russian Costume", e uma pintura de paisagem.
Makarov começou a acompanhar a Grã-Duquesa Maria Nikolaevna durante uma viagem pela França, Alemanha e Itália. O pintor ensinava o filho dela a desenhar, durante esse tempo.  
Ao voltar de sua viagem com Maria Nikolaevna, completou sua formação acadêmica, e a Grã-Duquesa unida com a Sociedade de Encorajamento aos Artistas, enviou o artista para Roma durante dois anos, a fim de aprimorar suas habilidades.
Em 1855, o pintor retornou a sua cidade anterior, São Petersburgo, e ganhou o título da acadêmia pela beleza de seus retratos, principalmente os que envolviam a família imperial. Exibiu suas pinturas nos corredores de sua escola, e, em consequência disso, Makarov conseguiu sua primeira exposição solo.
O artista se tornou uma das maiores referências do século XIX. Caracterizou sua carreira com seus retratos, através de combinações impecáveis de colorações e a habilidade de transparecer o sentimento do momento, através da pintura. [carece de fontes?]
Ivan Makarov morreu em 1897.[carece de fontes?]
Seu trabalho está em alguns dos maiores museus e galerias da Rússia, como  Galeria Estatal Tretyakov, Museu de Pesquisa Científica das Artes Russas, Museu Russo  e o Mordov Republican Museum of Fine Arts.